# El lloro, el moro, el mico i el senyor de Puerto Rico

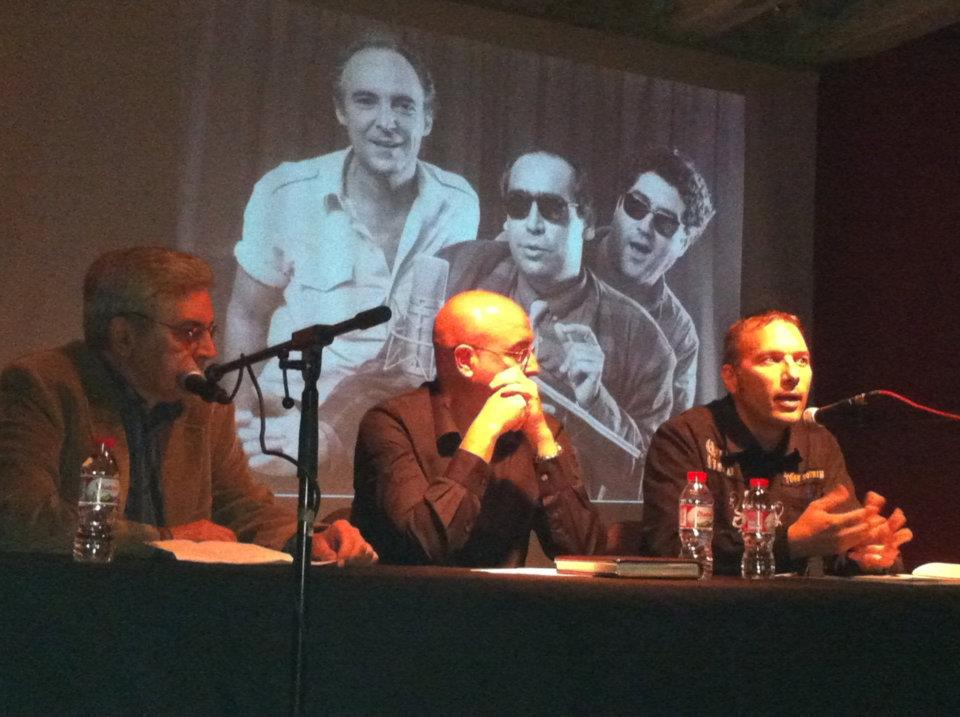
Homenaje a Ramon Barnils en Manresa a los diez años de su muerte. A la imagen del fondo se pueden ver los miembros del programa (de izquierda a derecha: Barnils, Vendrell y Monzó) cuando el programa estaba en antena

El loro, el moro, el mono y el señor de Puerto Rico eran un magacín nocturno de Catalunya Ràdio conducido por Jordi Vendrell, Ramon Barnils y Quim Monzó, integrantes de La Mercantil Radiofónica. Fue el primer programa de La Mercantil, y también fue el primer programa que se emitió de manera regular a Catalunya Ràdio (a partir de septiembre de 1983). El programa estuvo en antena de lunes a viernes de medianoche a las 3 de la madrugada hasta el año 1985, cuando pasaron a hacer el programa de El mínimo esfuerzo, que se emitió durante la franja por la tarde.

Jordi Vendrell describía el programa como «un programa musical-espectáculo que va  busca de la sorpresa auditiva. […] se trata de un programa musical con tonterias que tienen que ver con la realidad y con la actualidad, pero tratadas irónicamente.» Quim Monzó se encargaba de los guiones; mientras que Ramon Barnils era el responsable de las noticias —las «Anotícies»— y Xavier Salvà realizaba el montaje musical y de sonido. El programa tenía más de cincuenta secciones fijas, que los conductores del programa realizaban según la actualidad. Aun así, por el que destacó fue por las entrevistas realizadas, una antología de las cuales se publicó en 1987 por el Editorial Empúries.
1. ↑  Garrido, Àlex (5 setembre 2011). «El lloro, el moro, el mico i el senyor de Puerto Rico». Nació Digital.
2. ↑  Cortacans, Oriol (20 març 2010). «Ramon Barnils. La consciència incorruptible». El Temps: 20-23.
3. ↑  «Reportatge sobre El lloro, el moro, el mico i el senyor de Puerto Rico». Sentits. La Cultura a Catalunya Informació. 22 gener 2002.
4. 1 2  Mascort, Cuca (28 març 1984). «Una oferta de ràdio divertida cada nit a Catalunya Ràdio». Avui.
5. ↑  Monzó, Quim (23 gener 2006). «En Barnils i la ràdio». Paper de vidre (35): 7-8.
6. ↑  Altarriba, Laia (2013). Vint i Ramon Barnils. Barcelona: Dau. p. 197. ISBN 978-84-941031-3-1.
7. ↑  «PRISMA. El lloro, el moro el mico i…». El Mundo. 30 novembre 2001.
8. ↑  Filella, Xavier (14 febrer 2002). «Uns senyors de Puerto Rico». Avui.

- Barnils, Ramon (2001). El lloro, el moro, el mico i el senyor de Puerto Rico. Empúries. ISBN 978-8475968506.

- CCMA (ed.). «Sintonia del programa (1983)».
- «Digitalització de la cinta de «El lloro, el moro, el mico i el senyor de Puerto Rico» (24 agost 1983)». Archive.org.
- CCMA (ed.). «Recull d'àudios de «El lloro, el moro, el mico i el senyor de Puerto Rico»».

- Datos: Q20102943